# Abyssopathes
Abyssopathes Opresko, 2002 è un genere di esacoralli antipatari della famiglia Schizopathidae.

## Distribuzione e habitat
Il genere ha una distribuzione cosmopolita essendo presente nelle acque dell'oceano Atlantico, dell'Indo-Pacifico e dell'Antartide.

## Tassonomia
Il genere comprende le seguenti specie:
- Abyssopathes anomala Molodtsova & Opresko, 2017
- Abyssopathes lyra (Brook, 1889)
- Abyssopathes lyriformis Opresko, 2002